# Hikmat Ziya
 (avril 2023).
Hikmat Ziya  (en azéri: Hikmət Ziya oğlu Əfəndiyev ; né le 13 mai 1929 à Nukha (Chaki), en Azerbaïdjan et mort le 2 août 1995 à Bakou) est un poète azerbaïdjanais, traducteur, membre de l'Union des écrivains azerbaïdjanais (1958), membre de l'Union des journalistes azerbaïdjanais (1959), Travailleur d'art honoré de la RSS d'Azerbaïdjan (1986).

## Biographie
Après avoir terminé l'école secondaire n ° 1 à Aghdam, il étudié au département de journalisme de la Faculté de philologie de l'Université d’État d’Azerbaїdjan (1947-1952). Il travaille comme agent littéraire, chef du département de littérature et d'art (1952-1969), chef du département de poésie (1969-1984), secrétaire responsable (1984) à la rédaction du journal Pionier azéri!
En 1969-1984 Hikmet Ziya est le chef du département de poésie, en 1984 il est secrétaire responsable à la rédaction du magazine Goyerçin (pigeon).

## Activité littéraire
Hikmet Ziya commence son travail littéraire en 1952 avec son premier poème Á Gogol publié dans le journal Pionier azéri. Les premiers poèmes satiriques, ainsi que Le cadeau de mon père (1957), Le printemps est-il beau ou l'hiver ? (1959), les livres Cœur de Moushe (1960) ont été publiés sous la signature de Hikmat Afandiyev. Les pièces Épreuve et Jumeaux ont été mises en scène. La musique a été composée pour ses livrets (Contes de la grande mère, Aventures à deux, Fleurs fanées) et des poèmes. Ses œuvres sont traduites dans les langues des peuples de l'ex-URSS.
Il participe aux semaines du livre pour enfants et adolescents organisées dans différentes villes du pays, ainsi qu'aux voyages avec le train de la campagne et aux célébrations du jubilé. Il fait partie du comité de rédaction du magazine de films satiriques Mozalan, du Conseil de littérature pour les enfants et les jeunes de toute l'Union.
Le prix littéraire "Hikmet Ziya" a été créé en son nom.

## Distinctions
- Décret honorifique du Présidium du Soviet suprême de la République d'Azerbaïdjan (1988)
- Titre honorifique d'Ouvrier d'art honoré de la RSS d'Azerbaïdjan (1986)